# ベゼンツォーネ
ベゼンツォーネ（伊: Besenzone）は、イタリア共和国エミリア＝ロマーニャ州ピアチェンツァ県にある、人口約900人の基礎自治体（コムーネ）。

## 地理

### 位置・広がり

#### 隣接コムーネ
隣接するコムーネは以下の通り。括弧内のPRはパルマ県所属を示す。
- アルセーノ
- ブッセート (PR)
- コルテマッジョーレ
- フィオレンツオーラ・ダルダ
- ヴィッラノーヴァ・スッラルダ

### 気候分類・地震分類
ベゼンツォーネにおけるイタリアの気候分類 (it) および度日は、zona E, 2518 GGである。
また、イタリアの地震リスク階級 (it) では、zona 3 (sismicità bassa) に分類される。